# 쓰가루 방언
쓰가루 방언(일본어: 津軽弁 쓰가루벤[*])은 일본 아오모리현 쓰가루 지방에서 사용하는 방언이다. 발음과 어휘의 독특성 때문에 전국적으로 이해하기 난해한 방언 중의 대표격으로 알려져 있으며, 실제로 TV로 쓰가루 방언 사용자와 인터뷰 등을 방영할 때는 공통어 자막을 붙이는 경우도 적지 않다. 같은 아오모리 현내에서도 남부 방언, 시모기타 방언등 현내의 타 방언 사용자와의 상호 의사소통도 여의치 않다고 하며, 아오모리 현의 지역 방송에서는 남부 방언 사용자에게 쓰가루 방언의 단어를 제시하고 뜻을 맞추게 하는 퀴즈프로도 있다. 쓰가루 방언은 다시 지역에 따라 미묘하게 다른 하위 방언이 존재한다.

## 역사
6~7세기 경의 고대 일본어를 바탕으로 한다고 알려져 있으며, 당시 홋카이도에서 도호쿠에 걸쳐 거주하고 있던 에조(아이누)의 언어가 혼합, 추운 지역의 기후 특성상 입을 크게 벌리지 않고 간략하게 말하는 습관이 언어의 형태에 영향을 미쳤을 거라고 추측하고 있다. 이 때문에 쓰가루 방언의 어휘에는 현재 공통어에서는 전혀 쓰이지 않는 고어의 잔존이 많이 보인다.
고대 일본어(야마토 고토바) 흔적의 현저한 예
- あげた 아게타[*]・おどげ 오도게[*] → 위턱, 아래턱의 의미 → 顎門 · 頤

- てぎ 데기[*] → 面倒의 의미 → 大儀

- ほいど 호이도[*] → 強欲、けち 등의 의미 → 陪堂 (현재는 거의 쓰이고 있지 않은 불교 용어로, '거지'를 일컬음)

## 대표적인 쓰가루 방언의 표현
공통어 화자에게 잘 알려진 쓰가루 방언 표현은 どさ 도사[*] ゆさ 유사[*]등이 있다. 긴 문장을 단축적으로 표현하는 도호쿠 방언의 특성을 단적으로 나타내고 있는 표현으로 도사는 공통어 どこへ行くの(어디에 가니?) 에 해당하는　どごさ行ぐの의 단축표현, 湯へ行くとこ(목욕탕 가는 길인데)에 해당하는 湯さ行ぐどご의 단축표현이다. さ 사[*]는 방향격 조사 へ에 해당한다.
- 「どさ」「ゆさ」
A「どこにいくの?」
B「いまから風呂にいくところだよ」
- ~(し)ちゅー 시추[*] → ~(し)ている -(하)고 있다
- まいね 마이네[*] → 駄目 안 된다
- へば 헤바[*] → そうすれば さようなら 그러면, 안녕
- さしね 사시네[*] → うるさい 시끄럽다, 귀찮다
- ~(だ)はんで 다한데[*] → ~(だ)から 그러니까
- わ 와[*] → 私 나
- たげ 타게[*] → とても 매우
- こい 코이[*] → 疲れる 피곤하다
- とろける 토로케루[*] → 片付ける 정리하다, 치우다
- ~(だ)ばって (다)밧테[*] → ~(だ)けれど -(하)지만

## 대중매체등의 쓰가루 방언에 대한 오해
다른 지방어에서도 비슷한 경우가 많지만, 쓰가루 방언이라고 하면 ~っぺ ㅅ페[*]나 ~だっぺ 닷페[*]등의 어미를 연상하는 사람이 매우 많다. 이들 어미는 TV등에서 이른바 시골 이미지를 연상시키기 위한 상투적인 표현이지만, 원래는 보소 지방(지바현)의 방언 표현으로 쓰가루 방언에서 쓰지 않는 표현이다. 쓰가루 방언에 있는 ~だべ 다베[*]와 혼동하고 있다는 의견도 있다.